# (2483) Ginebra
(2483) Ginebra es un asteroide perteneciente al cinturón exterior de asteroides descubierto el 17 de agosto de 1928 por Maximilian Franz Wolf desde el Observatorio de Heidelberg-Königstuhl, Alemania.

## Designación y nombre
Ginebra se designó inicialmente como 1928 QB.
Posteriormente, en 1983, fue nombrado por Ginebra, la legendaria reina del ciclo artúrico.

## Características orbitales
Ginebra orbita a una distancia media de 3,972 ua del Sol, pudiendo alejarse hasta 5,078 ua y acercarse hasta 2,867 ua. Tiene una excentricidad de 0,2783 y una inclinación orbital de 4,5 grados. Emplea 2892 días en completar una órbita alrededor del Sol.
Ginebra forma parte del grupo asteroidal de Hilda.

## Características físicas
La magnitud absoluta de Guinevere es 10,8. Tiene un diámetro de 44,17 km y un periodo de rotación de 14,73 horas. Se estima su albedo en 0,0433.